# Orbán János (gépészmérnök)
Orbán János (Kolozsvár, 1950. január 15. –) erdélyi magyar gépészmérnök, műszaki író.

## Életútja
Középiskoláit szülővárosában, az Ady-Şincai Líceumban végezte (1967), ugyanitt a Műszaki Főiskolán szerzett gépészmérnöki oklevelet (1975). Első munkahelye az aradi Vagongyár (1975-80), pályáját ezt követően a kolozsvári Élelmiszeripari Kutató és Géptervező Intézetben folytatja. Nagy Ákos, Péter Lóránt és Szakács József társszerzőkkel együtt románból lefordította A fémmegmunkálás technológiája, szerszámai és munkagépei (1980) c. tankönyv I. kötetét a gépipari, bányászati, kőolajipari és geológiai, ill. a matematika-fizika, filológia-történelem és történelem-földrajz szakprofilú líceumok IX. és X. osztály számára.